# Donnino (nome)
Donnino  è un nome proprio di persona italiano maschile.

## Varianti
- Maschili: Donino[1][2]
- Femminili: Donnina[1][2], Donina[1][2]

### Varianti in altre lingue
- Catalano: Domninus[5]
- Francese: Domnin
  - Femminili: Domnine
- Latino: Domninus[1][2][3]
- Spagnolo: Domnino[5], Domino[5]

## Origine e diffusione
Deriva dal soprannome tardo latino, poi divenuto nome personale, Domninus,  tratto da domnus, una forma sincopata di dominus ("signore", "padrone"), da cui derivano anche i nomi Domenico, Donnione, Donno e Donna. Nel caso si consideri il suffisso -inus come indicatore di appartenenza, il nome potrebbe essere interpretato, specie in ambienti cristiani, come "dedicato al Signore", "del Signore"; potrebbe però trattarsi anche semplicemente di un diminutivo, quindi "padroncino", "signorino".
La diffusione del nome in Italia è dovuta al culto di vari santi così chiamati, in particolare del martire parmigiano, ed è attestato prevalentemente al Nord, con più frequenza in Emilia-Romagna. Se però san Donnino ha lasciato tracce relative ampie nella toponomastica (diversi paesi si chiamano così), lo stesso non si può dire dell'onomastica, dato che il nome è estremamente raro.

## Onomastico

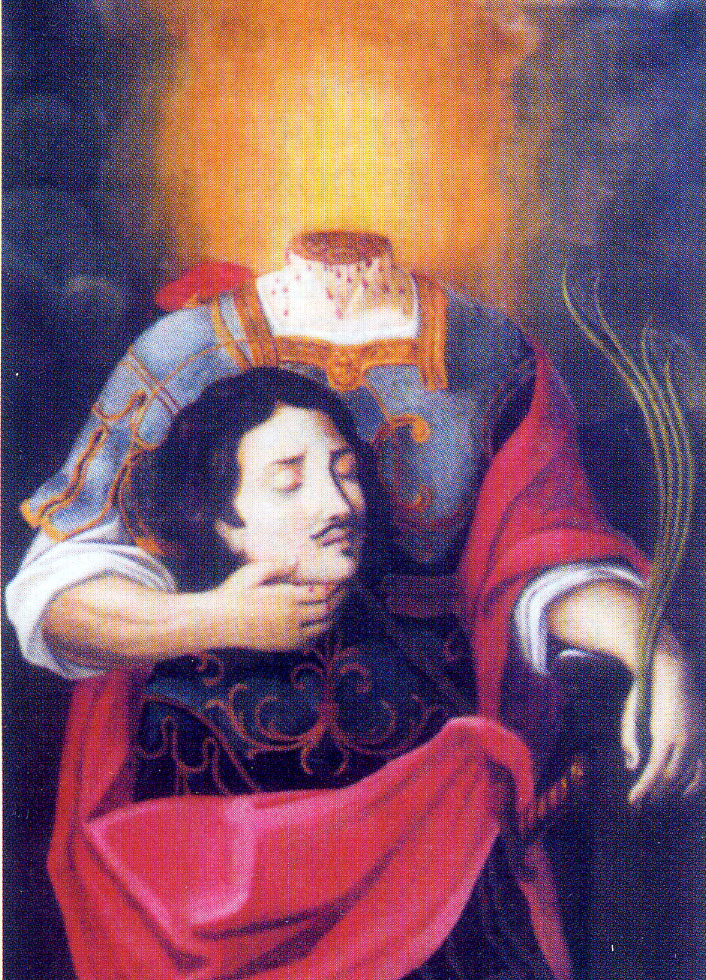
San Donnino di Fidenza

L'onomastico si può festeggiare in memoria di numerosi santi, alle date seguenti:
- 21 marzo, san Donnino, martire a Roma con san Filemone[3][4][6][7]
- 30 marzo, san Donnino, martire a Tessalonica sotto Diocleziano[3][4][6][7]
- 20 aprile (o 13 febbraio), san Donnino, vescovo di Digne[3][4][6][7]
- 15 maggio, san Donnino, diacono a Piacenza[3][6]
- 16 luglio, san Donnino, martire in Gallia sotto Diocleziano[3]
- 16 luglio, san Donnino, martire a Candiac[3]
- 27 agosto, san Donnino, martire in Egitto[3]
- 1º ottobre, san Donnino, martire a Tessalonica[3][4]
- 9 ottobre, san Donnino, soldato, martire a Fidenza presso Parma sotto Massimiano[3][4][6][7]
- 9 ottobre, san Donnino, eremita e confessore presso Città di Castello[3][6]
- 16 ottobre, san Donnino, martire in Grecia[3]
- 2 novembre, san Donnino, vescovo di Vienne[6]
- 2 o 3 novembre, san Donnino, primo vescovo di Grenoble[6][7]
- 4 novembre, san Donnino, martire a Nicea[3]
- 5 novembre, san Donnino, medico, martire a Cesarea in Palestina sotto Massimiano[6][7]
- 5 novembre, san Donnino, martire a Emesa[3][4]
- 6 novembre, san Donnino, martire in Africa[3]
- 30 novembre, san Donnino, martire ad Antiochia[3][7]

Il nome è stato portato anche da diverse sante:
- 1º marzo, santa Donnina, vergine in Siria[3][8]
- 14 aprile, santa Donnina, vergine consacrata, martire a Terni[3][4][8]
- 10 luglio, santa Donnina, martire ad Antiochia[3][8]
- 23 agosto, santa Donnina, martire a Egea[3][8]
- 4 ottobre, santa Donnina, martire ad Antiochia con le figlie Berenice e Donnina[3][8]
- 12 ottobre, santa Donnina, martire ad Anazarbo[3][4][6][8]

## Persone
- Donnino, abate di Leno
- Donnino Ferrari, architetto italiano
- Donnino Pozzi, pittore italiano